# アルビサウルス
アルビサウルス(Albisaurus 「アルビス川のトカゲ」の意味)はかつて恐竜と考えられたものの、現在では恐竜ではないとされる主竜類の属の一つである。1893年、最初はチェコの古生物学者アントニン・フリッチュ によりわずかな化石に基づいて記載された。化石証拠に基づいた種の正当性は与えられておらず、一般的には疑問名（nomen dubium）とされる。  
属名はアルビス川にちなみ、ラテン語で「アルビスの」を意味するalbusとギリシャ語で「トカゲ」を意味するσαῦρος（ラテン文字転写sauros）から派生していて、アルビス川とはローマ帝国時代に知られた名で、現在は、Bílé LabeもしくはWhite Elbeと呼ばれる、エルベ川水系の川でタイプ標本の発見地の近くであるチェコ共和国西部を流れている。フリッチュは1893年、最初はIguanodon albinusの名で発表した。しかし、後にイグアノドンとは区別できるとして改名を判断し、1905年この標本に新たな名アルビサウルスを与えた。
タイプ種はAlbisaurus albinusで、種小名はラテン語のalbusとラテン語で「～に属す」を意味する接尾語-inusより派生したもので属名と同じくアルビス川にちなむものである。第2の種A. scutiferは実際にはアルビサウルスの最初のタイプ種であるが、A. albinusと同じものと考えられており、旧名として落とされている。

## 参照
1. ↑  （ドイツ語） Brinkmann, W. (1988). Zur Fundgeschichte und Systematik der Ornithopoden (Ornithischia, Reptilia) aus der Ober-Kreide von Europa. Documenta Naturae 45:1-157.
2. ↑  Glut, D.F. (1997). “Excluded Genera”. Dinosaurs: The Encyclopedia. McFarland & Company. pp. 1005–1010. ISBN 0-89950-917-7

- Fritsch, A., 1905. Synopsis der Saurier der Bohmischen Kreideformation. SITZ. KONIG. BOHM. GES. WISS., II. Classe. 7 pp.